# Jake Lacy
Jake Lacy (14 de febrero de 1985) es un actor estadounidense. Es conocido por su interpretación de Casey Marion Davenport en la comedia de ABC Better with You, y también ha protagonizado el cortometraje C'est moi.

## Biografía
Lacy nació en Greenfield, Massachusetts, y creció en Pittsford, Vermont, donde asistió a la Union High School. Ahí Lacy tomó clases de teatro profesional y se embarcó en la actuación. Aunque también fue atleta (jugando al hockey, fútbol y béisbol) y músico (tocando la batería), poco a poco comenzó a dar prioridad al teatro sobre los deportes y la música. En 2008, se graduó de la Escuela Universitaria de las Artes de Carolina del Norte (UNCSA) en Winston-Salem, Carolina del Norte. Después de graduarse desempeñó empleos ocasionales en el estado de Nueva York: fue recepcionista de gimnasios, estuvo en bares, en un club y como camarero, mientras iba a audiciones durante el día, hasta que obtuvo el papel de Casey Marion Davenport en la serie Better with You.

## Carrera profesional
Lacy actuó en el grupo teatral de la escuela secundaria y posteriormente apareció en montajes profesionales como A Midsummer Night's Dream, como Demetrio (en la producción de Hartford Stage), y Mucho ruido y pocas nueces como Conrad (en la producción del Oberon Theatre Ensemble). También tuvo breves apariciones en algunos episodios de la serie Guiding Light antes de que esta fuera cancelada. En 2010, protagonizó el cortometraje C'est moi; y en otoño de ese mismo año obtuvo el papel de Casey en la serie de televisión Better with You.
En el 2013, formó parte del elenco principal de la serie The Office en su última temporada, interpretando a Pete, el encargado de atención al cliente en la compañía papelera Dunder Mifflin. Entre 2015 y 2016 tuvo un papel recurrente en Girls, de Lena Dunham. Es uno de los protagonistas de Morir de pie y de la serie de televisión Alta fidelidad. Ha aparecido en las miniseries Fosse/Verdon y Mrs. America.
En cine, en el año 2016 interpretó a Ken, interés amoroso de la actriz Leslie Mann, en la comedia romántica How to Be Single.y Rampage en 2018.
En 2022, coprotagonizó la serie "A Friend of the Family"

## Filmografía
| Año       | Título                       | Papel                  | Notas               |
| --------- | ---------------------------- | ---------------------- | ------------------- |
| 2010      | C'est moi                    |                        | Cortometraje        |
| 2010-2011 | Better With You              | Casey Marion Davenport | Serie de televisión |
| 2012-2013 | The Office                   | Pete                   | Serie de televisión |
| 2014      | Obvious Child                | Max                    | Película            |
| 2015      | Love the Coopers             | Joe                    | Película            |
| 2015      | How to Be Single             | Ken                    |                     |
| 2016      | Their Finest                 | Carl Lundbeck          |                     |
| 2016      | Miss Sloane                  | Forde                  |                     |
| 2017      | Christmas Inheritance        | Jake Collins           | Película            |
| 2018      | Rampage                      | Brett Wyden            |                     |
| 2018      | Diane                        | Brian                  |                     |
| 2018      | Johnny English Strikes Again | Jason                  | Película            |
| 2019      | Más que madres               | Paul Halston-Myers     |                     |
| 2021      | The White Lotus              | Shane Patton           | Serie de televisión |